# Étienne de La Vallée-Poussin
Étienne de La Vallée-Poussin (Rouen, 1735 – Parigi, 18 novembre 1802) è stato un pittore e decoratore francese.

## Biografia
Étienne de La Vallée-Poussin (in alcune biografie scritto Delavallée-Poussin) era imparentato per parte di madre al pittore Nicolas Poussin.
Si formò inizialmente alla scuola delle Belle Arti di Rouen e successivamente a Parigi presso Jean-Baptiste Marie Pierre, pittore ufficiale del re di Francia. Qui vinse nel 1757 il Prix de Rome e fu mandato in Italia.
Passò diversi anni a Roma dove fu fatto cavaliere dell'Ordine degli Ospitalieri e membro dell'Accademia dell'Arcadia.
Lavorò come pittore nella decorazione di alcune chiese romane e alle illustrazioni di alcuni libri, tra cui Nella venuta in Roma del 1764.
Si distinse anche per i disegni e le decorazioni d'interno, come testimoniano le quaranta schede di arabeschi contenuti in una pubblicazione di Alexandre Lenoir.
Dopo il suo ritorno in Francia, nel 1789 fu ammesso all'Académie royale de peinture et de sculpture di Parigi con il dipinto Retour du jeune Tobie et sa rencontre avec son père et sa mère ("Ritorno del giovane Tobia e incontro con il padre la madre").
Morì a Parigi nel 1802. Nel 1803 sua moglie donò il dipinto Adorazione dei Pastori alla collegiata Notre-Dame de Poissy.

## Opere

### Pittura
- Ritratto di Benedetto XIV, Musée des beaux-arts de Rouen
- Il Miracolo del profeta Elia in favore d'una povera vedova (vincitore del premio Prix de Rome del 1757), Musée des beaux-arts de Rouen
- Il Ritorno di Tobia, chiesa di San Giovanni Battista de La Salle, Parigi
- Il Ballo di Saint-Cloud, Museo delle Belle Arti di Carcassonne, (incisione di Fessard del 1760)
- La Fuga in Egitto (1774) nella Capella del Cuore immaculato di Maria della basilica di Sant'Eustachio, Roma
- Adorazione dei Pastori, Collegiata Notre-Dame de Poissy

### Disegni
- La Prière : femmes et enfants à genoux ou assis dans une église, Museo del Louvre
- Moines distribuant de la soupe aux pauvres, Museo del Louvre